# Standards in Public Office Commission
Pour les articles homonymes, voir Sipo.
La Commission sur les normes de la fonction publique (SIPO) (en irlandais : Coimisiún um Chaighdeáin in Oifigí Poiblí) est un organisme indépendant créé en décembre 2001 par le gouvernement irlandais, en  vertu de la loi de 2001 sur les normes de la fonction publique. Il a remplacé la Commission sur l'éthique publique, créée en novembre 1995 par la loi de 1995 sur l'éthique dans la fonction publique. La commission électorale proposée par le gouvernement irlandais sortant aurait englobé les fonctions électorales (mais pas les fonctions relatives à l'éthique et aux normes) du SIPO. La loi de 2015 sur les normes publiques proposait d'abroger la Loi de 1995 sur l'éthique dans la fonction publique, de créer un nouveau Commissariat aux normes du secteur public et de renforcer le rôle de surveillance des normes du secteur public, notamment en renforçant les pouvoirs d'exécution. 

## Fonctions de la commission
La commission est l'organe de surveillance du respect de la législation sur les questions d'éthique concernant les hommes politiques, les titulaires de charges publiques et les fonctionnaires. 

### Dons politiques
La commission veille au respect de la législation limitant les dons aux partis politiques irlandais et les dépenses électorales. Il s’agit d’un vaste domaine qui s’applique aux dons reçus par les députés des deux chambres de l’Oireachtas et les membres du Parlement européen représentant les circonscriptions irlandaises. Cela s'applique également aux candidats individuels aux élections de Dáil Éireann, Seanad Éireann, du Parlement européen et du président de l'Irlande. La Commission tient le registre des entreprises donatrices et le registre des tiers. La Commission fait rapport au président de Dáil Éireann Ceann Comhairle au sujet des dons. 

### Déclarations d'intérêts des politiciens
La commission supervise la divulgation des intérêts par les politiciens. Tous les membres des chambres de l'Oireachtas doivent fournir à la Commission des quitus fiscaux. Cela vaut également pour le procureur général et les hauts responsables d'organismes publics nommés par l'État. La Commission établit des lignes directrices et donne des conseils dans des cas individuels. La Commission transmet ces déclarations d'intérêts au greffier de Dáil Éireann ou, selon le cas, au greffier de Seanad Éireann, qui publient des registres des intérêts des députés. 

### Dépenses de financement de l'État
La commission surveille les financements de l’État aux partis politiques. Il fait rapport au président de Dáil Éireann Ceann Comhairle sur l'utilisation du financement de l'État par les partis politiques. 
La Commission examine les dépenses provenant des indemnités annuelles versées aux dirigeants des partis parlementaires pour les dépenses résultant des activités parlementaires des partis, y compris de la recherche. La commission fait rapport au ministre des Finances sur les dépenses des chefs de parti. Depuis le 1er juillet 2014, l'indemnité de chef de parti est remplacée par l'indemnité d'activité parlementaire. 

### Plaintes et enquêtes
La commission peut recevoir des plaintes et mener des enquêtes sur des infractions présumées aux lois sur l'éthique. Les plaintes concernant les membres de l'Oireachtas, sont traitées par les Oirechtas. 
La commission peut mener des enquêtes et tenir des audiences en vertu des lois sur l’éthique. Elle fournit un rapport aux parties intéressées et à celles spécifiées dans la législation. Les rapports d'enquête sont publiés sur son site internet. 
La commission peut décider d'ouvrir une enquête de sa propre initiative pour infraction aux lois sur l'éthique. 

### Codes de conduite, directives et conseils
La commission publie des codes de conduite pour les politiciens, les détenteurs de charges publiques et les fonctionnaires. Il publie également des directives statutaires en matière de conformité. La commission peut également désigner des fonctionnaires pour donner des conseils individuels aux personnes concernées par les lois sur l'éthique. 
La Commission présente au ministre des Dépenses publiques et de la Réforme des rapports annuels qui sont déposés devant chaque chambre de l'Oireachtas. Dans ses rapports annuels, la commission recommande des modifications législatives pertinentes. Le rapport annuel 2013 résume toutes les recommandations précédentes.

## Réglementation du lobbying
La réglementation de la loi de 2015 sur le lobbying, qui instaure un registre légal du lobbying et des règles relatives à la pratique du lobbying, confère à la Commission de nouvelles responsabilités. Le but de la loi est de créer un registre du lobbying en ligne permettant au public de connaître l’identité des personnes qui communiquent avec des agents publics sur des sujets politiques, des questions législatives ou des décisions futures. La loi impose des restrictions et des conditions à l'occupation de certains emplois par certains fonctionnaires désignés pour une période déterminée, pouvant donner lieu à un conflit d'intérêts. La loi dispose que la Commission des normes sera chargée du lobbying et créera un registre en ligne des lobbyistes. La Commission des normes supervisera la mise en œuvre du registre, surveillera la conformité, fournira des conseils et une assistance et, le cas échéant, enquêtera et poursuivra les cas de non-respect des exigences légales. La loi a été promulguée le 11 mars 2015. 
Au début de la période d'application de la Loi, l'accent était mis sur l'orientation et l'information et sur la garantie que les inscrits connaissaient le processus de soumission de leurs déclarations en ligne. Les dispositions d'application prévues à la partie 4 de la loi de 2015 sur la réglementation du lobbying ne sont entrées en vigueur que le 1er janvier 2017. À compter de cette date, une personne qui ne s'enregistrera pas comme l'exige la loi, ne rendra pas de rapport de ses activités de lobbying ou tardera à le faire, sera passible des infractions et des sanctions prévues dans la loi. 

## Registre des tiers
Depuis la loi électorale de 2001 (modification), le SIPO tient un registre de « tiers », défini comme « toute personne ou groupe, autre qu'un parti politique enregistré ou un candidat à une élection, qui accepte des dons à des fins politiques supérieurs à 100 € ». L'audit des activités des "tiers" concerne le problème mineur des endossements extérieurs des candidats aux élections ainsi que celui des groupes d'intérêts et des organisations de la société civile qui font pression lors des campagnes référendaires. Le SIPO a déclaré dans un rapport de 2003
La Commission des normes n'a pas l'intention de poursuivre chaque individu ou groupe impliqué dans tous les types de campagnes où les activités pourraient être couvertes par la définition d'objectifs politiques. Toutefois, la Commission des normes communiquera avec ces personnes ou groupes pour obtenir des éclaircissements sur leur position si une plainte ou d'autres informations étaient reçues concernant leur défaut d'enregistrement.
Après que le SIPO eut écrit à certains groupes qui défendaient la loi de 2013 sur la protection de la vie pendant la grossesse, Catherine Murphy se plaignit que le SIPO n'avait aucun pouvoir pour imposer l'enregistrement. Le SIPO a indiqué dans un rapport de 2008 que « En pratique, la grande majorité des tiers se sont inscrits auprès de la Commission des normes pour une campagne donnée et que leur activité [politique] ne s'est pas étendue au-delà de cette campagne. » La question de savoir si un don est destiné à des "fins politiques" est controversée. En 2018, Amnesty International Irlande a reçu l'ordre de rendre un don de 2015 versé par Open Society Foundations au motif qu'il était contraire à l'interdiction des dons étrangers en raison de son caractère politique, sur le sujet de la libéralisation des lois irlandaises sur l'avortement. 

## Membres de la Commission
La Commission de normalisation compte six membres. Le président est un juge ou un ancien juge de la Cour suprême ou de la Haute Cour. Il est nommé par le président irlandais sur l'avis du gouvernement irlandais, à la suite de résolutions adoptées par chaque chambre de l'Oireachtas recommandant la nomination. Il y a quatre membres d'office: le contrôleur et vérificateur général, l' ombudsman, le greffier de Dáil Éireann et le greffier de Seanad Éireann. La composition d'office est la même que pour la Commission référendaire. Le sixième membre est un ancien membre de l’une des maisons de l’Oireachtas. Il est nommé par le gouvernement irlandais après approbation de chaque chambre de l’Oireachtas. La Commission est présidée par un ancien juge de la Haute Cour, le juge Daniel O'Keeffe . 
Le président de la Commission de normalisation est membre d'office (commissaire) de la Commission des nominations dans la fonction publique. 